# Dorinel Munteanu
Dorinel Ionel Munteanu (* 25. Juni 1968 in Grădinari, Kreis Caraș-Severin) ist ein ehemaliger rumänischer Fußballspieler und heutiger -trainer.

## Karriere
Schon als Jugendlicher spielte Munteanu in der Divizia C bei Minerul Oravița. Mit 18 wechselte er für ein Jahr zu Metalul Bocșa in die Divizia B, dem eine Saison bei CSM Reșița folgte. Am 21. August 1988 machte er für seinen neuen Verein FC Olt Scornicești sein erstes Spiel in der Divizia A, als er beim 0:0 bei AS Victoria Bukarest auflief. Nach der Zwangsauflösung von FC Olt wechselte er zur Rückrunde der Saison 1989/90 zum FC Inter Sibiu, bei dem er sich als linker offensiver Mittelspieler etablierte und 1991 zum Nationalspieler wurde. Dadurch wurde Dinamo Bukarest auf Munteanu aufmerksam und nahm ihn im selben Jahr unter Vertrag. Gleich in der ersten Saison 1991/92 wurde der Verein rumänischer Meister.

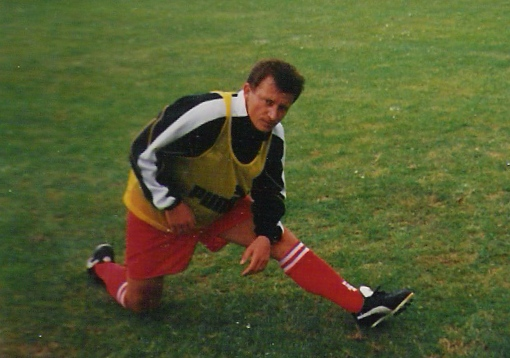
Dorinel Munteanu beim 1. FC Köln

Im Jahre 1993 wechselte er ins Ausland zu Cercle Brügge nach Belgien, dort spielte er bis Juli 1995 und wechselte dann zum 1. FC Köln. In der Domstadt spielte er drei Jahre, einige Zeit zusammen mit seinem Landsmann Ion Vlădoiu. Seine nächste Station war der VfL Wolfsburg, dort spielte Munteanu von Juli 1999 bis Januar 2004.
Anschließend zog es Munteanu zu Steaua Bukarest. Nachdem es bei seinen Aufenthalten im Ausland nicht zu einem Titel gereicht hatte, gewann Munteanu mit Steaua den zweiten Meistertitel in seiner Karriere.
Mit 37 Jahren übernahm der rumänische Nationalspieler – zwei Tage, nachdem er die UEFA Profi-Trainerlizenz erhalten hatte – den Erstligisten CFR Cluj als Spielertrainer. Diesen verließ er im Oktober 2006, um wenige Tage später als Spielertrainer beim Erstligisten FC Argeș Pitești anzutreten, von dem er im April 2007 wegen Erfolglosigkeit entlassen wurde. Am 7. Juni 2007 wurde er als Spielertrainer von FC Vaslui verpflichtet. Sein letztes Erstligaspiel absolvierte Munteanu am 1. Dezember 2007 bei der Auswärtsniederlage des FC Vaslui gegen Rapid Bukarest. Nach dem Ende des Auswärtsspiels bei Universitatea Craiova am 23. März 2008 bespritzte er den Schiedsrichter Victor Berbecaru mit Wasser, weil er mit dessen Leistung unzufrieden war. Munteanu wurde daraufhin am 1. April 2008 für drei Meisterschaftsspiele gesperrt, die er in der Folgesaison absitzen musste, da sein Vertrag beim FC Vaslui einen Tag zuvor aufgelöst worden war.
Nach der Entlassung von Alpár Mészáros übernahm Munteanu am 26. August 2008 den Zweitligisten Universitatea Cluj ebenfalls als Spielertrainer, bis er am 26. Oktober 2008 Cheftrainer beim rumänischen Rekordmeister Steaua Bukarest wurde. Somit endete am 25. Oktober 2008 bei dem Auswärtssieg gegen Minerul Lupeni nach drei Zweitligaspielen für Universitatea Cluj auch seine aktive Karriere als Spieler. Bereits im Dezember 2008 wurde Munteanu bei Steaua jedoch wieder entlassen. Im April 2009 kehrte er als Trainer zu Universitatea Cluj zurück. Schon wenige Monate später wechselte er zu Beginn der Saison 2009/10 als neuer Cheftrainer zum Erstligisten Oțelul Galați. Nach einer Platzierung im vorderen Mittelfeld führte er den Klub trotz eines vergleichsweise bescheidenen Etats in der Saison 2010/11 zum Titelgewinn. Nach einem sechsten Platz in der Saison 2011/12, trat er nach einem schlechten Saisonstart Saison 2012/13 am 30. August 2012 von seinem Posten zurück. Am 15. November 2012 übernahm er das Traineramt beim rumänischen Erstligisten und Top-Klub Dinamo Bukarest. Er unterschrieb einen Vertrag bis Ende Juni 2015.
Nur 4 Wochen später, am 28. Dezember 2012, gab der russische Club Mordowija Saransk die Verpflichtung Munteanus bekannt, der seinem Wunsch nach einer Tätigkeit im Ausland entsprach. Nach dem Abstieg aus der Premjer-Liga nahm ihn Erstligist FK Kuban Krasnodar zu Beginn der Saison 2013/14 unter Vertrag. Er wurde jedoch im Oktober 2013 bereits wieder entlassen und durch Viktor Goncharenko ersetzt. Im Juni 2014 übernahm er den aserbaidschanischen Klub FK Qəbələ. Im Dezember 2014 trennten sich die Wege wieder. Im März 2015 wurde er als Nachfolger von Oleh Protassow Cheftrainer von Astra Giurgiu. Ende April 2015 wurde er wieder entlassen.
Munteanu war eineinhalb Jahre ohne Verein, ehe er Ende Dezember 2016 Cheftrainer des irakischen Erstligisten Zakho FC wurde. Dort blieb er jedoch nur zwei Monate. Von April 2017 bis Juni 2018 war er technischer Direktor von CSM Școlar Reșița. Dann folgte ein halbes Jahr als Übungsleiter bei CS Concordia Chiajna. Seit dem 11. Oktober 2019 ist Munteanu nun Trainer von CSM Școlar Reșița.

## Nationalmannschaft
Der 170 cm große Mittelfeldspieler spielte 134 Mal in der rumänischen Fußballnationalmannschaft (16 Tore) und ist damit seit 2005, als er Gheorghe Hagi ablöste, Rekordnationalspieler seiner Heimat. Das erste Spiel bestritt Munteanu am 23. Mai 1991 gegen Norwegen. Er war ein wichtiger Spieler Rumäniens bei vier großen Fußballturnieren für sein Land: bei der Fußball-Weltmeisterschaft 1994 in den USA, der Fußball-Europameisterschaft 1996 in England, der WM 1998 in Frankreich und der EM 2000 in Belgien und den Niederlanden.

## Erfolge

### Als Spieler
- WM-Teilnehmer: 1994, 1998
- EM-Teilnehmer: 1996, 2000
- Rumänischer Meister: 1992, 2004
- Balkanpokal-Sieger: 1991

### Als Trainer
- Rumänischer Meister: 2010/11
- Rumänischer Supercup-Sieger: 2011

## Auszeichnungen
Am 25. März 2008 wurde Munteanu vom rumänischen Staatspräsidenten Traian Băsescu für die Leistungen in der Nationalmannschaft mit dem Verdienstorden „Meritul sportiv“ III. Klasse ausgezeichnet.

## Sonstiges
Munteanu ist verheiratet und hat eine Tochter.